# Draco beccarii
Draco beccarii (лат.) — вид ящериц из семейства агамовых. Является эндемиком Индонезии.

## Этимология
Видовое название beccarii дано в честь итальянского ботаника и путешественника Одоардо Беккари.

## Распространение
Встречается на следующих островах Индонезии: Бутунг, Кабаэна, Муна и восточный Сулавеси.

## Описание
Может достигать длины от носа до отверстия клоаки (SVL) 7,5 см при длине хвоста 14 см.